# Heinrich Jacob Goldschmidt
Heinrich Jacob Goldschmidt (geboren 4. Dezember 1857 in Prag, Kaisertum Österreich; gestorben 20. September 1937 in Oslo) war ein österreichischer Chemiker (Organische Chemie, Physikalische Chemie), der Professor an der Universität Oslo war.

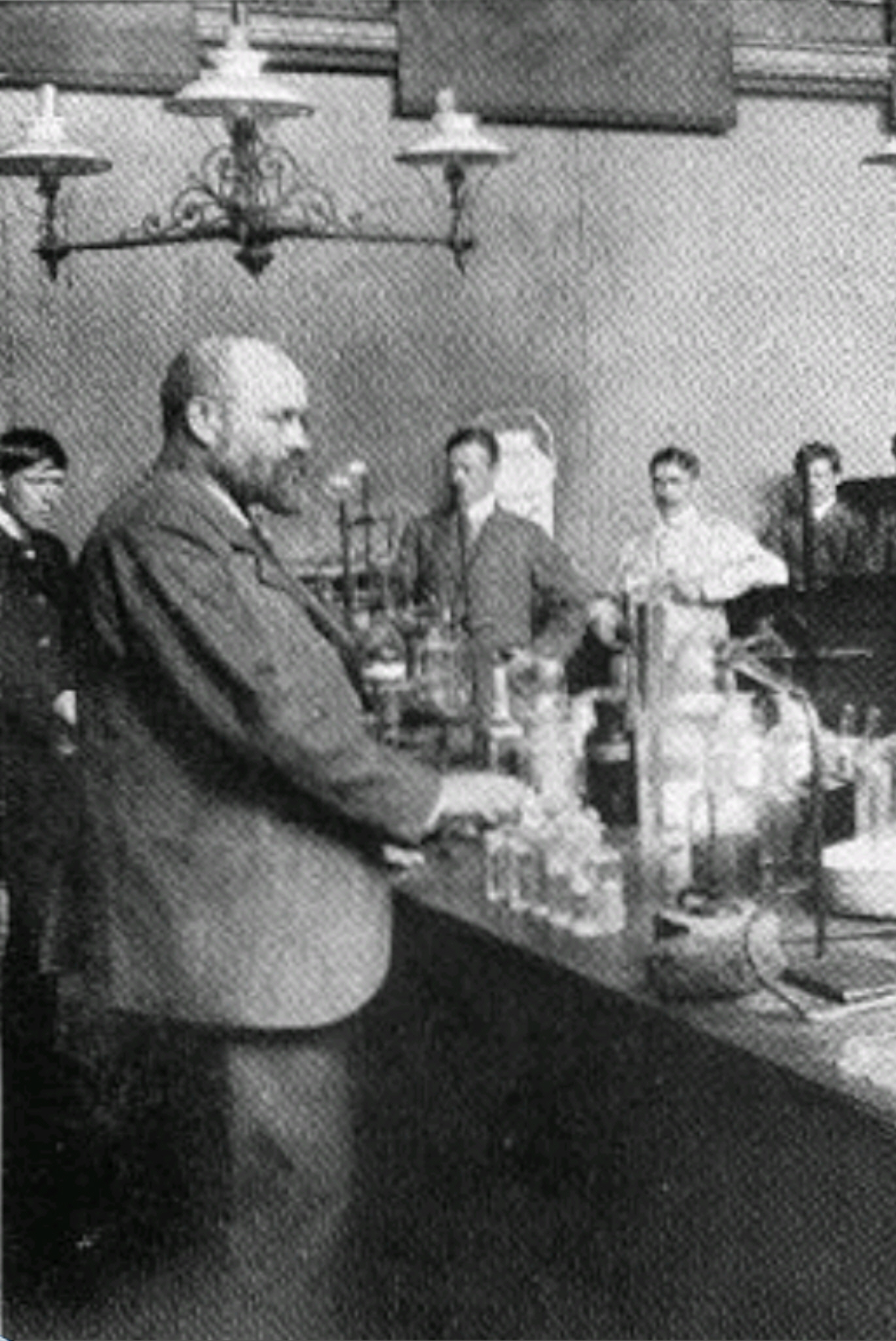
Heinrich Goldschmidt, Oslo um 1902

## Leben
Goldschmidt studierte in Wien, Graz und Prag Chemie und wurde an der Deutschen Universität in Prag 1881 promoviert. Das Thema der Promotion war die „Unterchlorsalpetersäure von Gay Lussac“. Er habilitierte sich 1881 am Polytechnikum Zürich und wurde dort 1885 Honorarprofessor. Seit 1881 gehörte er der Burschenschaft Teutonia Zürich an. In Zürich (und später in Heidelberg) arbeitete er mit Victor Meyer zusammen. 1894 bis 1896 war er als Privatdozent bei Jacobus Henricus van ’t Hoff in Amsterdam. Danach wurde er außerordentlicher Professor an der Universität Heidelberg (1899). 1901 bis zu seiner Emeritierung 1927 war er ordentlicher Professor für Chemie an der Universität Oslo.
Er arbeitete zunächst in organischer Chemie und seine Entdeckung (mit Victor Meyer, 1889) der Isomerie der Benzildioxime war Ausgangspunkt der Stereochemie des Stickstoffs. In Amsterdam wandte er sich der (Organischen) Physikalischen Chemie zu. Er mass Geschwindigkeiten organischer Reaktionen und Reaktionsmechanismen (z. B. Umlagerung von Diazoniumverbindungen und Bildung von Azofarbstoffen) und erkannte durch Leitfähigkeitsmessung bei Verseifungs- und Veresterungsreaktionen die Rolle die H- und OH-Ionen dabei als Katalysatoren spielen. Goldschmidt untersuchte auch die Dissoziation in nichtwässrigen Lösungen.
Er war Mitglied der Göttinger (1930), der Dänischen und Norwegischen Akademie der Wissenschaften.
Er war der Vater von Victor Moritz Goldschmidt. Als dieser 1929 Mineralogieprofessor in Göttingen war, zog er zu ihm, beide verließen aber vor der Verfolgung als Juden durch die Nationalsozialisten Deutschland und gingen 1935 wieder nach Oslo.
Er erhielt als erster Jude den norwegischen Sankt-Olav-Orden.